# 松原通 (高梁市)
松原通（まつばらどおり）は、岡山県高梁市にある町丁である。同市の市庁所在地。
郵便番号は〒716-0036（高梁郵便局管区）。

## 概要
同市中心市街地、備中高梁駅の北側に位置する。同市の市役所本庁・別館・分庁が立地し、また以前は市民会館も立地していた。当地の北側は八幡町、東側は間之町、南側は正宗町、西側は東町とそれぞれ隣接する。
旧城下町からは外れ、城下町のかつての武家町の南・町人町の東に隣接する地となっている。同市中心市街地の旧城下町地区と新市街地区の境界にあたる地区である。

## 主要施設
- 高梁市役所本庁
  - 同別館
  - 同分庁
- 桑内耳鼻咽喉科医院
- 樋口歯科医院
- 藤本診療所
- 渡辺建設
- 高梁市文化協会